# تپه خالدار ۲
تپه خالدار ۲ مربوط به هزاره ۵ قبل از میلاد - هزاره اول قبل از میلاد است و در شهرستان پیرانشهر، بخش لاجان، دهستان لاهیجان غربی، روستای خالدار واقع شده و این اثر در تاریخ ۲۵ آبان ۱۳۸۷ با شمارهٔ ثبت ۲۳۵۰۰ به‌عنوان یکی از آثار ملی ایران به ثبت رسیده است.